# Anatoli Jewgenjewitsch Karpow
Anatoli Jewgenjewitsch Karpow (russisch Анато́лий Евге́ньевич Ка́рпов, wiss. Transliteration Anatolij Evgen’evič Karpov; * 23. Mai 1951 in Slatoust, UdSSR) ist ein russischer Schachgroßmeister und Politiker (Einiges Russland). Er war von 1975 bis 1985 Schachweltmeister sowie von 1993 bis 1999 FIDE-Weltmeister. Karpow wurde bei der Parlamentswahl im Dezember 2011 als Vertreter der Oblast Tjumen für die Partei Einiges Russland in die russische Duma gewählt.

## Leben

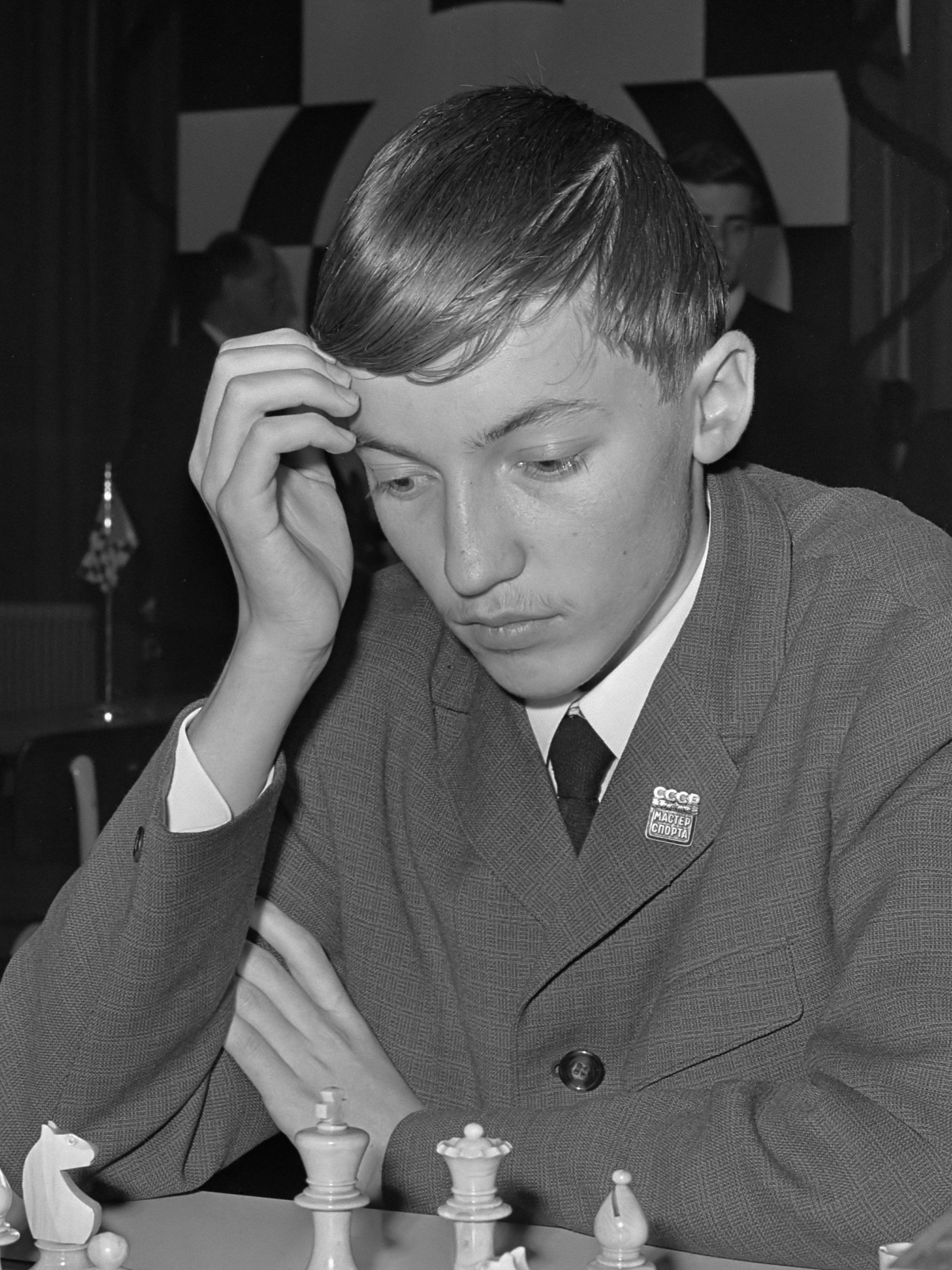
Anatoli Karpow 1967

Anatoli Karpow erlernte das Schachspiel im Alter von vier Jahren von seinem Vater, einem Ingenieur. Mit zehn Jahren war er bereits Meister von Slatoust, mit zwölf wurde er erstmals nach Moskau eingeladen, um an einem Lehrgang der Sowjetischen Schachschule teilzunehmen. Michail Botwinnik war zunächst von dem eher vorsichtigen Spiel des schmächtigen Jungen wenig beeindruckt, änderte dann aber seine Meinung, als er bemerkte, wie ernsthaft sich Karpow dem Schach widmete. Bereits Ende 1966 wurde er erstmals ins Ausland geschickt und gewann ein Turnier in Třinec. Karpow gewann in Groningen vor Konkurrenten wie Jan Timman und András Adorján das sechste Niemeyer-Turnier 1967/68, das als inoffizieller Vorgänger der Junioren-Europameisterschaft gilt. 1969 gewann er die Jugendweltmeisterschaft in Stockholm. Kurz zuvor hatte er begonnen, mit Semjon Furman zusammenzuarbeiten, der seine schachliche Entwicklung stark beeinflusste. Einen bedeutenden Erfolg erzielte er 1971 durch seinen mit Leonid Stein geteilten 1. Platz beim Aljechin-Gedenkturnier in Moskau. Seine erste Schacholympiade spielte er 1972 in Skopje und erzielte dort mit 13 Punkten aus 15 Partien ein herausragendes Ergebnis. Als Jugendweltmeister war er vorqualifiziert für das Interzonenturnier in Leningrad 1973, das er punktgleich mit Viktor Kortschnoi gewann.
Danach qualifizierte er sich in mehreren Wettkämpfen als Herausforderer des Weltmeisters Bobby Fischer. Nachdem er zunächst Polugajewski (5,5:2,5) und danach Boris Spasski (7:4) ausgeschaltet hatte, schlug er im Finale der Kandidatenwettkämpfe seinen Landsmann Viktor Kortschnoi mit 12,5:11,5. Als Fischer zur Titelverteidigung 1975 nicht antrat, wurde Karpow am 3. April 1975 zum Weltmeister erklärt. In den folgenden Jahren spielte er sehr viele Turniere, um seinen Anspruch als bester Schachspieler der Welt zu untermauern. 1976 gewann er erstmals die UdSSR-Meisterschaft. Seinen Weltmeistertitel verteidigte er zweimal (1978 in Baguio und 1981 in Meran) erfolgreich gegen Kortschnoi. Nach der zweiten Verteidigung wurde Karpow der Leninorden verliehen. Diese Wettkämpfe fanden in einer sehr angespannten Atmosphäre statt, da Karpow als linientreuer Vertreter der Sowjetunion galt, während Kortschnoi als Dissident in den Westen emigriert war.

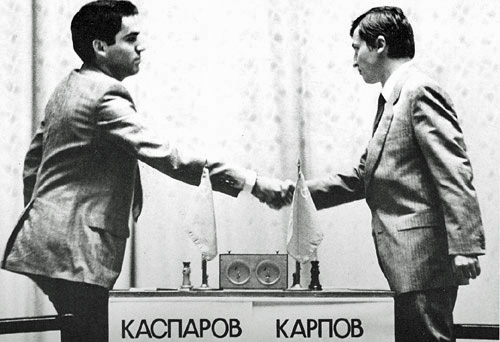
Kasparow und Karpow bei der Schachweltmeisterschaft 1985

Bei der Schachweltmeisterschaft 1985 verlor Karpow seinen Titel an Garri Kasparow und konnte ihn weder im Revanchekampf 1986 noch 1987 oder 1990 zurückerobern. Karpow und Kasparow verband abseits des Schachbretts eine innige Feindschaft. Beide machten kein Geheimnis aus ihrer gegenseitigen Abneigung. Erst als Kasparow mit der Weltschachorganisation FIDE brach und als offizieller Weltmeister disqualifiziert wurde, konnte Karpow 1993 durch ein 12,5:8,5 gegen Jan Timman den nun geteilten Weltmeistertitel wieder gewinnen und auch bis 1999 behalten. In diesem Zeitraum gelangen ihm noch einige große Erfolge, unter anderem ein überzeugender Sieg in Linares 1994. Dort erzielte er 11 Punkte aus 13 Partien und gewann mit 2,5 Punkten Vorsprung vor Kasparow und Schirow – ein Erfolg, der als einer der überlegensten Turniersiege der Schachgeschichte gilt. Damals wies er auch seine beste Elo-Zahl von 2780 (Juli 1994) auf.
Von 1975 bis 1984 war er die eindeutige Nummer eins, von 1985 bis Mitte der 1990er die unangefochtene Nummer zwei im Schach. Er gilt als einer der besten Positionsspieler aller Zeiten. Den Schach-Oscar als bester Spieler eines Jahres gewann er insgesamt neun Mal. Dazu kommen mehr als 160 Turniersiege, das ist Weltrekord. 1978 wurde ihm für seine Verdienste der Orden des Roten Banners der Arbeit verliehen.
Aus Anlass des 25-jährigen Jubiläums der Schachweltmeisterschaft 1984 spielte Karpow im September 2009 in Valencia ein Schnell- und Blitzschachmatch gegen Kasparow. Im Schnellschach gewann Kasparow mit 3:1 (+3 =0 −1), im Blitzschach mit 6:2 (+5 =2 −1).
Karpow schrieb mehrere Schachbücher, die auch ins Deutsche übersetzt wurden, unter anderem Meine besten Partien und Karpows Schachschule. Eine Autobiographie veröffentlichte er 1991 in englischer Sprache unter dem Titel Karpov on Karpov.
In den letzten Jahren gründete Karpow zahlreiche Schachschulen, sowohl in den Nachfolgestaaten der Sowjetunion als auch in den USA, Südamerika und Europa. In Deutschland führt die Karpow-Schachakademie Rhein-Neckar e. V. seinen Namen. Seit 2009 führt Karpow den Titel FIDE Senior Trainer. Seit 1994 ist er Mitglied der Schachvereinigung 1930 Hockenheim. 2010 kandidierte er für das Amt des Präsidenten der FIDE. Nominiert wurde er dafür vom Deutschen Schachbund. Bei der Wahl am 29. September 2010 unterlag er dem Amtsinhaber Kirsan Iljumschinow mit 55 zu 95 Stimmen. Zur Zeit der Präsidentschaft Leonid Breschnew war Karpow einer der bekanntesten und reichsten Bürger der Sowjetunion und er soll einen von nur etwa vier Mercedes-Benz in der Sowjetunion gehabt haben.
Karpow ist Schirmherr des „Internationalen Kinderheims“ (Interdom) in Iwanowo.
In seiner Freizeit beschäftigt er sich mit Philatelie. Seine wertvolle Kollektion umfasst Schachmotive und andere Spezialgebiete.
Nach Karpow ist auch der im Dezember 2003 entdeckte Asteroid (90414) Karpov aus dem Hauptgürtel benannt worden. Dmitri Medwedew verlieh ihm mit dem Präsidialerlass N° 660 am 22. Mai 2011 den Orden der Freundschaft.
Karpow ist Vater zweier Kinder und war zweimal verheiratet. Aus der ersten Ehe mit Irina Kuimowa stammt ein Sohn (* 1979). Mit seiner zweiten Ehefrau Natalja Bulanowa hat er eine gemeinsame Tochter (* 1999).
Seit dem 23. Februar 2022 steht er im Zusammenhang mit der Zustimmung der Duma zur staatlichen Unabhängigkeit der als „Volksrepubliken“ Donezk und Lugansk proklamierten Gebiete in der Ostukraine in der Kritik. Er wurde daraufhin von der EU sanktioniert.

## Elo-Entwicklung
Dieser Graph zeigt die Elo-Entwicklung von Karpow:
| Hier fehlt eine Grafik, die leider im Moment aus technischen Gründen nicht angezeigt werden kann. Wir arbeiten daran! |

## Nationalmannschaft

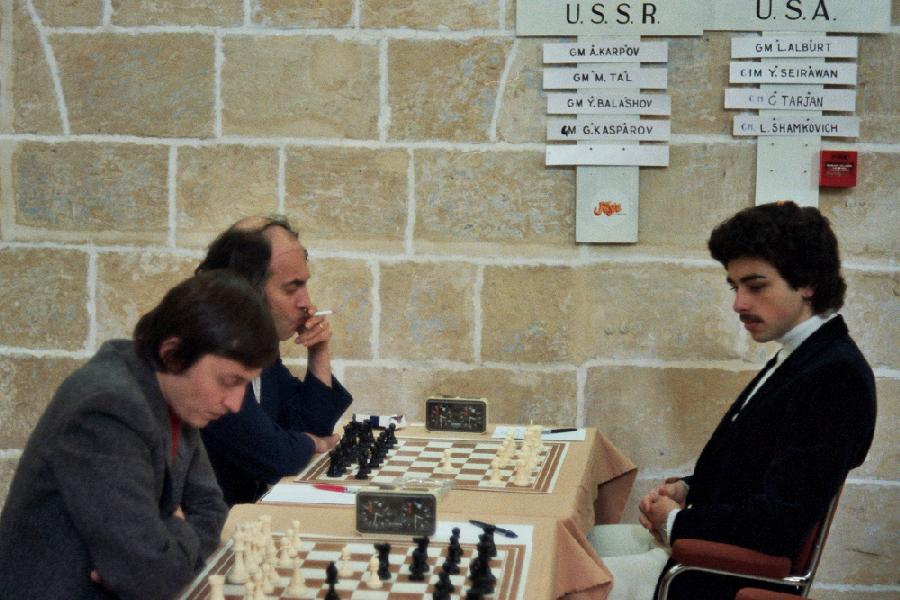
Schacholympiade 1980 auf Malta UdSSR-USA: Anatoli Karpow, Michail Tal und Yasser Seirawan

Karpow nahm mit der sowjetischen Nationalmannschaft an sechs Schacholympiaden teil (1972 als erster Reservespieler, 1974, 1980 und 1982 jeweils am Spitzenbrett, 1986 und 1988 jeweils am zweiten Brett) und gewann diese alle. 1972, 1974 und 1988 gewann er außerdem die Einzelwertung an seinem Brett. Außerdem gewann er die Mannschaftsweltmeisterschaften 1985 und 1989 (jeweils am Spitzenbrett der Sowjetunion) sowie die Mannschaftseuropameisterschaften 1973 (am vierten Brett), 1977, 1980 und 1983 (jeweils am Spitzenbrett), wobei er 1973 und 1977 zusätzlich eine individuelle Goldmedaille gewann. Karpow wurde 1984 für den Wettkampf UdSSR gegen den Rest der Welt ans Spitzenbrett der sowjetischen Mannschaft berufen und erreichte gegen Ulf Andersson einen Sieg und drei Remisen.

## Vereine

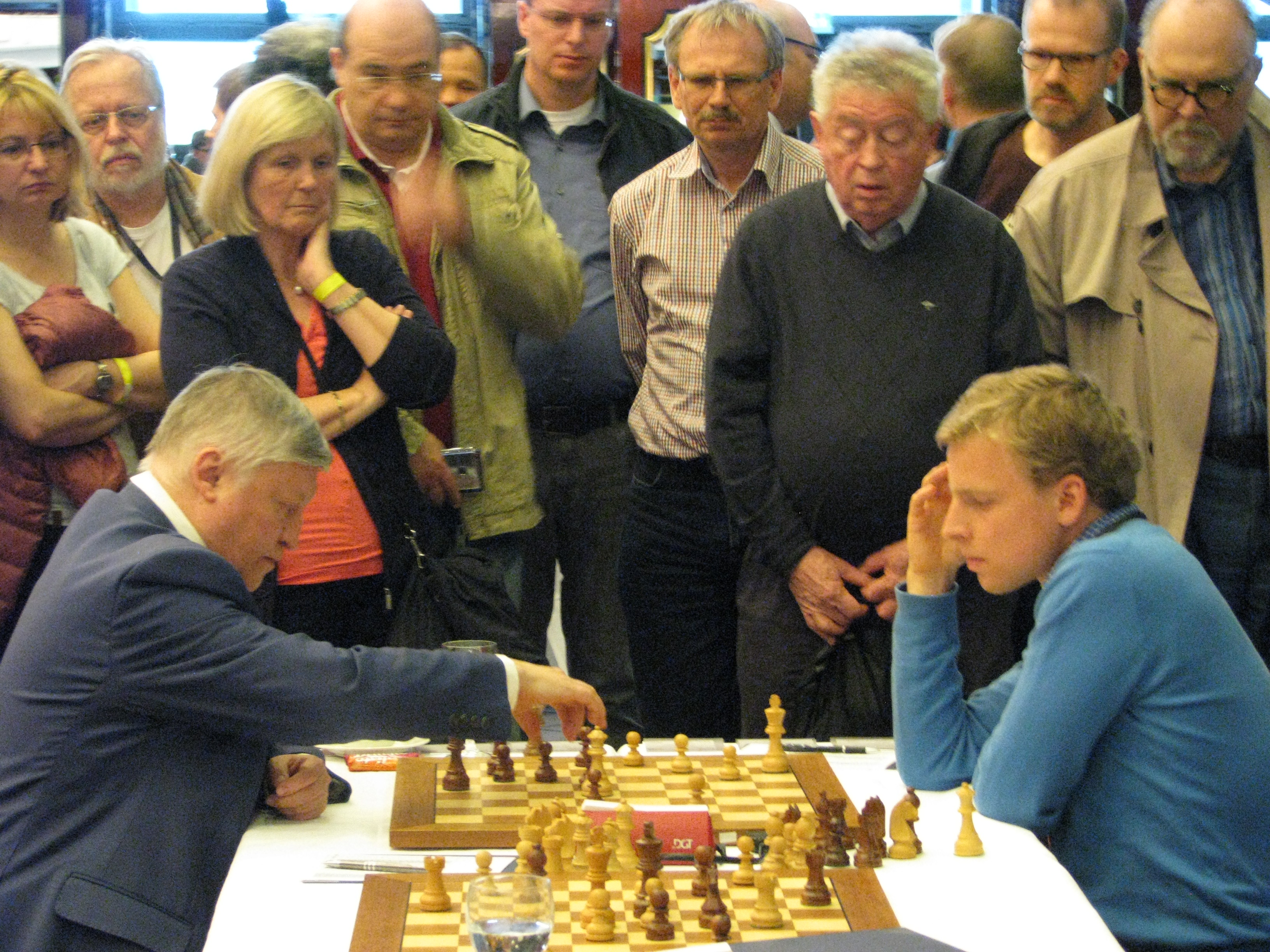
Anatoli Karpow und Viktor Laznicka (re.) bei der Bundesliga-Finalrunde 2017 in Berlin

Während des Bestehens der Sowjetunion spielte Karpow für den ZSKA Moskau, mit dem er 1986 den European Club Cup gewann. An der russischen Mannschaftsmeisterschaft nahm er 2006 bis 2008 mit Südural Tscheljabinsk teil. In der deutschen Schachbundesliga hatte er in der Saison 1993/94 vier Einsätze für den SC Stadthagen, seit der Saison 2011/12 spielt er in der 1. Bundesliga gelegentlich für die SV 1930 Hockenheim. Die österreichische Staatsliga A gewann Karpow 1993 mit dem SC Margareten, bei dem er bis zur Saison 1997/98 gemeldet war, aber keine weiteren Einsätze mehr hatte.
In der spanischen Mannschaftsmeisterschaft spielte Karpow 1995 und 1996 für CA La Caja de Canarias, 2001 und 2003 für CA Valencia.

## Partiebeispiel
|   | a | b | c | d | e | f | g | h |   |
| 8 |   |   |   |   |   |   |   |   | 8 |
| 7 |   |   |   |   |   |   |   |   | 7 |
| 6 |   |   |   |   |   |   |   |   | 6 |
| 5 |   |   |   |   |   |   |   |   | 5 |
| 4 |   |   |   |   |   |   |   |   | 4 |
| 3 |   |   |   |   |   |   |   |   | 3 |
| 2 |   |   |   |   |   |   |   |   | 2 |
| 1 |   |   |   |   |   |   |   |   | 1 |
|   | a | b | c | d | e | f | g | h |   |

In der folgenden Partie besiegte Karpow mit den weißen Steinen im Moskauer Turnier 1971 den tschechoslowakischen Großmeister Vlastimil Hort.
Karpow–Hort 1:0
Moskau, 8. Dezember 1971
Sizilianische Verteidigung (Keres-Angriff), B81
1. e4 c5 2. Sf3 d6 3. d4 cxd4 4. Sxd4 Sf6 5. Sc3 e6 6. g4 Sc6 7. g5 Sd7 8. f4 a6 9. Le3 Le7 10. Tg1 Sxd4 11. Dxd4 e5 12. Dd2 exf4 13. Lxf4 Se5 14. Le2 Le6 15. Sd5 Lxd5 16. exd5 Sg6 17. Le3 h6 18. gxh6 Lh4+ 19. Kd1 gxh6 20. Lxh6 Lf6 21. c3 Le5 22. Tg4 Df6 23. h4 Df5 24. Tb4 Lf6 25. h5 Se7 26. Tf4 De5 27. Tf3 Sxd5 28. Td3 Txh6 29. Txd5 De4 30. Td3 Dh1+ 31. Kc2 Dxa1 32. Dxh6 Le5 33. Dg5 1:0

## Schriften (in deutscher Übersetzung)
- Meine besten Partien. Edition Olms, Oetwil am See/Zürich 2006, ISBN 3-283-00511-7.
- Karpows Schachschule, Joachim Beyer Verlag, Eltmann 2012, ISBN 978-3-940417-31-2.
- Caro-Kann-Verteidigung – richtig gespielt, Joachim Beyer Verlag, Eltmann 2018, ISBN 978-3-95920-062-2.
- Englisch – richtig gespielt, Joachim Beyer Verlag, Eltmann 2007, ISBN 978-3-88805-479-2.